# 서성인
서성인(徐聖仁, 1954년 12월 1일~)은 대한민국의 권투 선수로, 한국 Jr.페더급 챔피언 및 IBF Jr.페더급 세계챔피언이었다.